# Malangu Kabedi Mbuyi
Marie-France Malangu Kabedi Mbuyi (* 1. Februar 1958 in Kananga, Belgisch-Kongo) ist eine kongolesische Bankmanagerin. Seit 2021 ist sie Gouverneurin der Banque Centrale du Congo.

## Werdegang
Kabedi Mbuyi studierte Wirtschaftswissenschaft an der Université libre de Bruxelles, wo sie sowohl als Bachelor als auch als Master graduierte. Kurzzeitig noch dem akademischen Personal der Hochschule angehörig, kehrte sie anschließend 1985 in ihr Heimatland zurück und war zeitweise für die zairische Zentralbank tätig. Zwei Jahre später wechselte sie zum Internationalen Währungsfonds, für den sie in der Folge in verschiedenen Rollen und Positionen tätig war. Dabei war sie ab den 1990er Jahren in verschiedenen afrikanischen Staaten lokale Repräsentation der Organisation. 2015 wurde sie zur Direktorin von AFRITAC-West ernannt, mit dem die Organisation nach einem Aufruf mehrerer afrikanischer Staats- und Regierungschefs die technische Hilfe zum Auf- und Ausbau einer makroökonomischen und finanziellen Verwaltung organisiert.
Am 5. Juli 2021 wurde Kabedi Mbuyi von Staatspräsident Felix Tshisekedi zur Gouverneurin der staatlichen Zentralbank ernannt, als erste Frau an der Spitze der Institution folgte sie dem an die Spitze der nationalen Versicherungsaufsicht gewechselten Deogratias Mutombo.